# Ościęcin
Ościęcin [ɔɕˈt͡ɕent͡ɕin] (tiếng Đức: Woistenthin) là một ngôi làng thuộc khu hành chính của Gmina Gryfice, thuộc quận Gryfice, West Pomeranian Voivodeship, ở phía tây bắc Ba Lan. Nó nằm khoảng 13 kilômét (8 mi) phía tây nam Gryfice và 57 km (35 mi) về phía đông bắc của thủ đô khu vực Szczecin.
Trước năm 1945, khu vực này là một phần của tỉnh Pomerania của Đức. Đối với lịch sử của khu vực, xem Lịch sử của Pomerania.